# Chicoana megye
Chicoana egy megye Argentína északnyugati részén, Salta tartományban. Székhelye Chicoana.

## Népesség
A megye népessége a közelmúltban a következőképpen változott:
| Év   | Lakosság |
| ---- | -------- |
| 2001 | 18 206   |
| 2010 | 20 710   |